# Косвободная коалгебра
В алгебре косвободная коалгебра векторного пространства или модуля это аналог свободной алгебры векторного пространства. Косвободная коалгебра произвольного векторного пространства над фиксированным полем существует, хотя это более сложная конструкция, чем можно ожидать по аналогии со свободной алгеброй.

## Определение
Пусть V векторное пространство над полем F, тогда косвободной коалгеброй C(V) пространства V называется коалгебра вместе с линейным отображением C(V)→V, таким, что линейное отображение из X в V пропускается через C(V) гомоморфизмом коалгебр из X в C(V). Другими словами функтор C сопряжён справа к забывающему функтору из коалгебр в векторные пространства.
Косвободная коалгебра векторного пространства всегда существует и единственна с точностью до изоморфизма.
Определение косвободной кокомутативной коалгебры аналогично, и она может быть построена как наибольшая кокомутативная подалгебре в C(V).

## Конструкция
C(V) может быть построено как пополнение тензорной коалгебры T(V) пространства V.
В дополнении к структуре градуированной алгебры на T(V) имеется структура градуированной коалгебры Δ : T(V) → T(V) ⊗ T(V) определённая на образующих как
{\displaystyle \Delta (v_{1}\otimes \dots \otimes v_{k}):=\sum _{j=0}^{k}(v_{1}\otimes \dots \otimes v_{j})\otimes (v_{j+1}\otimes \dots \otimes v_{k})}
Это отображение продолжается на всё T(V) по линейности. Построенное копроизведение в сочетании с обычным произведением на T(V) не даёт структуру биалгебры.
Каноническое невырожденное спаривание T(V) и T(V∗)
{\displaystyle T^{k}V\times T^{k}V^{*}\to \mathbb {F} }
индуцирует на T(V) введённое нами коумножение по двойственности к умножению на T(V∗), то есть
{\displaystyle \Delta (f)(a\otimes b)=f(ab).}
Данная двойственность продолжается на невырожденное спаривание
{\displaystyle {\hat {T}}(V)\times T(V^{*})\to \mathbb {F} ,}
где
{\displaystyle {\hat {T}}(V)=\prod _{k\in \mathbb {N} }T^{k}V}
является прямым произведением тензорных степеней V.
Однако, копроизведение Δ на T(V) продолжается на отображение
{\displaystyle {\hat {\Delta }}\colon {\hat {T}}(V)\to {\hat {T}}(V){\hat {\otimes }}{\hat {T}}(V)}
со значениями в пополненном тензорном произведении, которым в этом случае является
{\displaystyle {\hat {T}}(V){\hat {\otimes }}{\hat {T}}(V)=\prod _{j,k\in \mathbb {N} }T^{j}V\otimes T^{k}V,}
В него тавтологически вкладывается тензорное произведение:
{\displaystyle {\hat {T}}(V)\otimes {\hat {T}}(V)=\{X\in {\hat {T}}(V){\hat {\otimes }}{\hat {T}}(V)|\exists \,k\in \mathbb {N} ,f_{j},g_{j}\in {\hat {T}}(V):X={\textstyle \sum }_{j=0}^{k}(f_{j}\otimes g_{j})\}.}
Расширение тензорной коалгебры C(V) это наибольшее расширение C удовлетворяющее условию
{\displaystyle T(V)\subseteq C\subseteq {\hat {T}}(V),{\hat {\Delta }}(C)\subseteq C\otimes C\subseteq {\hat {T}}(V){\hat {\otimes }}{\hat {T}}(V),}
которое существует так как если C1 и C2 удовлетворяют этим условиям, то их сумма C1 + C2 также удовлетворяет.
Оказывается, что C(V) является подмножеством всех представимых элементов:
{\displaystyle C(V)=\{f\in {\hat {T}}(V):{\hat {\Delta }}(f)\in {\hat {T}}(V)\otimes {\hat {T}}(V)\}.}
Кроме того, по принципу конечности для коалгебр, любой f ∈ C(V) должен принадлежать конечномерной подалгебре C(V). Применяя двойственность с алгеброй T(V∗), из этого следует, что f ∈ C(V) тогда и только тогда, когда ядро f на T(V∗) состоит из двустороннего идеала конечной коразмерности. Другими словами,
{\displaystyle C(V)=\bigcup \{I^{0}\subseteq {\hat {T}}(V):I\triangleleft T(V^{*}),\,\mathrm {codim} \,I<\infty \}}
является объединением аннуляторов I0 идеалов конечной коразмерности I в T(V∗).